# Alpert von Metz
Alpert von Metz (auch Albert von St. Symphorian bzw. latinisiert Albertus Mettensis) (* 2. Hälfte des 10. Jahrhunderts; † nach 1024) war ein Mönch im Schottenkloster Symphorion zu Metz, der als Chronist seiner Zeit wirkte. Seine Schrift De diversitate temporum (Über die Zeitläufe) ist eine wichtige Quelle für das Rheinland und zur Frühzeit der Salier.

## Bedeutung
Wilhelm Wattenbach urteilte 1875, dass sein Werk über den Wechsel der Zeiten, „welches in bunter Mannigfaltigkeit vielerlei Geschichten aus jenen Gegenden berichtet, eine sehr willkommene Fülle von geschichtlichem Stoff, vorzüglich für die Sittengeschichte sehr werthvoll, der uns ohne A. fast ganz verloren sein würde[, biete]. Wir verzeihen es ihm daher gerne, daß eine bestimmte Ordnung in seinem Buche nicht zu finden ist.“

## Werke
- Alpert von Metz: Libellus de episcopis Mettensibus. In: Annales, chronica et historiae aevi Carolini et Saxonici. Hg. von Georg Heinrich Pertz. Hannover 1841 (Monumenta Germaniae Historica. Scriptores 4), S. 696–700.
- Alpert von Metz: De diversitate temporum. In: Annales, chronica et historiae aevi Carolini et Saxonici. Hg. von Georg Heinrich Pertz. Hannover 1841 (Monumenta Germaniae Historica. Scriptores 4), S. 700–723.
- Andreas Dederich: Des Alpertus von Metz zwei Bücher über verschiedene Zeitereignisse, nebst zwei Bruchstücken über Bischöfe von Metz. Urschrift – deutsche Uebersetzung. Geschichtlicher Kommentar. Coppenrath'schen Buch- und Kunsthandlung, Münster 1859.